# Sparkær Sogn
Sparkær Sogn, indtil   og indtil 1950 , er et sogn i Viborg Domprovsti (Viborg Stift). Det hed oprindeligt Borris Sogn, men skiftede i 1950 navn til Nørre Borris Sogn, så det ikke kunne forveksles med Sønder Borris Sogn ved Skjern. 1. februar 2007 skiftede sognet navn til Sparkær Sogn, fordi stationsbyen Sparkær er sognets hovedby.
I 1800-tallet var Kvols Sogn og Borris Sogn annekser til Tårup Sogn. Alle 3 sogne hørte til Fjends Herred i Viborg Amt. Tårup-Kvols-Borris Sognekommune, fra 1950 Tårup-Kvols-Nørre Borris Sognekommune, blev ved kommunalreformen i 1970 delt, så Nørre Borris kom til Fjends Kommune og de to andre til Viborg Kommune. Ved strukturreformen i 2007 indgik Fjends Kommune i Viborg Kommune, så de 3 sogne blev genforenet.
I Sparkær Sogn ligger Sparkær Kirke, der afløste den gamle Borris Kirke i 1905.
I sognet findes følgende autoriserede stednavne:
- Bakkely (bebyggelse)
- Banevang (bebyggelse)
- Lille Tårup (bebyggelse, ejerlav)
- Riskær (bebyggelse)
- Sparkær (bebyggelse, ejerlav), tidligere stationsby.
- Økær (bebyggelse)